# Piskî, Ivankiv
Piskî (în ucraineană Піски) este localitatea de reședință a comunei Piskî din raionul Ivankiv, regiunea Kiev, Ucraina.

## Demografie
Componența lingvistică a localității Piskî
     Ucraineană (94,95%)
     Alte limbi (0,46%)
Conform recensământului din 2001, majoritatea populației localității Piskî era vorbitoare de ucraineană (94,95%), existând în minoritate și vorbitori de armeană (4,59%).